# Colin Dann
Colin Dann (30 de agosto de 1943) en Londres, Gran Londres, es un novelista inglés conocido internacionalmente por la serie literaria: The Animals of Farthing Wood, la cual fue adaptada a la televisión.
Estuvo trabajando durante trece años en la editorial William Collins, Sons & Co. donde empezaría a trabajar en la mencionada novela con la colaboración del ilustrador Frances Broomfield.

### Series literarias
Farthing Wood
- The Animals of Farthing Wood (1979)
- In the Grip of Winter (1981)
- Fox's Feud (1982)
- The Fox Cub Bold (1983)
- The Siege of White Deer Park (1985)
- In the Path of the Storm (1989)
- Battle for the Park (1992)
- Farthing Wood - The Adventure Begins (1994)

King of the Vagabonds
- King of the Vagabonds (1987)
- The City Cats (1991)
- Copycat (1997)

The Lions of Lingmere
- Journey to Freedom (2000)
- Lion Country (2001)
- Pride of the Plains (2002)

### Otras publicaciones
- The Ram of Sweetriver (1986)
- The Beach Dogs (1988)
- Just Nuffin (1989)
- A Great Escape (1990)
- Legacy of Ghosts (1991)
- Nobody's Dog (1999)